# Helena Andrian
Helena Andrian, más conocida como Helena (Yakarta, el 5 de septiembre de 1984), es una cantante indonesia. Su carrera comenzó tras la competencia de Idol Indonesia en 2004. Al principio cuando competía no estaba incluida entre los campeones y subcampeones en este concurso de canto, ni siquiera llegaba hasta la cuarta posición como un lugar provilegiado. Luego de incursionar en el mundo de entretenimiento decidió renunciar la gestión de Indonesia Idol (Fremantle Media) y seleccionar su carrera en solitario en la gestión que tenía para su propia familia.

## Discografía
- Keajaiban Cinta (2005)